# وویسکا
وویسکا (صربی: Vojska}} یک منطقهٔ مسکونی در صربستان است که در Svilajnac واقع شده‌است.
 وویسکا  ۱٬۰۵۰ نفر جمعیت دارد.